# Hermann Muhs
Hermann Muhs (16. svibnja 1894. – 13. travnja 1962.) bio je državni tajnik i ministar crkvenih poslova (ministar für Kirchenfragen) u nacističkoj Njemačkoj.

## Životopis
Nakon Prvog svjetskog rata Muhs je studirao pravo u Göttingenu, a diplomirao je 1922. Otvorio je odvjetnički ured i postao član NSDAP-a 1929. godine. Od 1930. bio je član Pruskog državnog parlamenta i nakon 1933. postao je četvrti predsjednik vlade Hildesheima.
Godine 1935. Muhs postaje državni tajnik u Reichsministerium für Kirchenfragen. Njegove teološke nesposobnosti izazvale su mnoge sporove s crkvama.
Protivno nalogu Heinricha Himmlera koji je želio napraviti razmak između Schutzstaffela i Crkve, Muhs je sudjelovao u sprovodu nadbiskupa Karl Joseph Schulte u SS uniformi 1941. Muhs, koji je imao čin SS-Oberführera, izbačen je iz SS-a.